# Bassem al-Meraiby
Bassem al-Meraiby, född 9 januari 1960, är en irakisk-svensk poet, litteraturkritiker och kulturjournalist som är bosatt i Sverige sedan 1994. För sin debutbok al-Atil an al-wardah (Den roslösa), erhöll al-Meraiby Yussuf al-Khal-priset, som utdelas till förtjänta unga poeter i arabvärlden. Hans dikter finns översatta till flera språk, bland annat engelska, svenska, persiska, spanska, franska, tyska, kurdiska och italienska.